# Desolation Canyon
Desolation Canyon é um telefilme americano de 2006 do gênero Western. Dirigido por David S. Cass, o filme estreou no Hallmark Channel no dia 1 de julho de 2006.

## Sinopse
Um grupo de bandidos, liderados por Press Reynolds,  assalta um banco e na fuga, um dos integrantes (Johnny Kendrick) sequestra o próprio filho menor. Este grupo é perseguido pelo avô do garoto sequestrado (Samuel Kendrick), que é, ao mesmo tempo, pai do sequestrador. Ambos, pai e filho, estão brigados. Em companhia do avô do garoto, estão o xerife da cidade (Tomas "Swede" Lundstrom) e o banqueiro (Edwin) que é noivo da mãe do garoto sequestrado.
No meio do caminho, o trio descobre que dois caçadores de recompensas já perseguem o bando por crimes cometidos no México.

## Elenco principal
- Stacy Keach ... Samuel Kendrick, o avô do garoto e pai de um dos bandidos[2]
- Victor Browne (ator) ... Johnny Kendrick, bandido, pai do garoto sequestrado e filho de Samuel Kendrick
- Patrick Duffy ... xerife Tomas "Swede" Lundstrom[2]
- Kenny Johnson ... Press Reynolds, chefe do bando
- David Rees Snell ... Edwin, banqueiro e futuro padrasto do garoto
- Courtney Gains ... Jack, um dos bandidos